# Кулмукса
Ку́лмукса (карел. Kulmuz) — деревня в составе Новинского сельского поселения Кондопожского района Республики Карелия Российской Федерации. Расположена на берегу небольшого залива на юго-восточном берегу Кондопожской губы Онежского озера.
В начале 2000-х годов в деревне построена часовня во имя св. вмц. Параскевы Пятницы.
До середины 1980-х действовала пассажирская водная линия Петрозаводск-Кулмукса.

## Население
Численность населения в 1905 году составляла 168 человек.
| 2002 | 2009 | 2010 | 2013 |
| ---- | ---- | ---- | ---- |
| 28   | ↘11  | ↗32  | →32  |